# Inge Heijbroek
Carl Erik "Inge" Heijbroek (Hilversum, 12. listopada 1915. — Dublin, Irska,  9. veljače 1956.) je bivši nizozemski hokejaš na travi. Igrao je na mjestu napadača.
Osvojio je brončano odličje na hokejaškom turniru na Olimpijskim igrama 1936. u Berlinu igrajući za Nizozemsku. Odigrao je jedan susret. Te godine je igrao za AH&BC.

## Vanjske poveznice
- Profil na Database Olympics
- Profil  Arhivirana inačica izvorne stranice od 17. prosinca 2012. (Wayback Machine)